# Kaan Kars
Kaan Kars (* 13. Oktober 1994 in Ordu) ist ein türkischer Fußballtorhüter.

## Karriere
Kars begann seine Karriere 2013 bei Orduspor, bei dem er zuvor von dessen Jugend verpflichtet wurde. Sein Debüt als Profi gab er am 15. März 2015 bei einem Ligaspiel gegen Osmanlıspor, das Spiel verlor Orduspor mit 0:2.